# 關東管領
關東管領是日本南北朝時代至室町時代室町幕府的官職名，用於輔佐关东公方。當初稱作關東執事。关东公方的下部組織，但是任命權等在將軍手中。上杉憲顯就任以後，代代由其子孫世襲。

## 歷代關東管領
- 含「關東執事」

1. 斯波家長 （1336年－1337年）
2. 上杉憲顯 （1338年）
3. 高師冬 （1339年－1344年）
4. 上杉憲顯 （1340年－1351年）再任
5. 高重茂 （1344年－1349年）
6. 高師冬 （1350年－1351年）再任
7. 畠山國清 （1353年－1361年）
8. 高師有 （1362年－1363年）
9. 上杉憲顯 （1362年）再任
10. 上杉左近將監（1363年）
11. 上杉憲顯 （1366年－1368年）再任
12. 上杉能憲 （1368年－1378年）
13. 上杉朝房 （1368年－1370年）
14. 上杉憲春 （1377年－1379年）
15. 上杉憲方 （1379年－1392年）
16. 上杉憲孝 （1392年－1394年）
17. 上杉朝宗 （1395年－1405年）
18. 上杉憲定 （1405年－1411年）
19. 上杉氏憲 （1411年－1415年）
20. 上杉憲基 （1415年－1418年）
21. 上杉憲實 （1419年－1439年）
22. 上杉憲忠 （1447年－1454年）
23. 上杉房顯 （1455年－1466年）
24. 上杉顯定 （1466年－1510年）
25. 上杉顯實 （1510年－1515年）
26. 上杉憲房 （1515年－1525年）
27. 上杉憲寛 （1525年－1531年）
28. 上杉憲政 （1531年－1561年）
29. 上杉輝虎（謙信） （1561年－1578年）

### 堀越公方之關東執事
1. 上杉教朝 （1457年－1461年）
2. 澀川義鏡 （1457年－1466年以前）
3. 上杉政憲 （1461年－1487年頃）

## 關連項目
- 鎌倉府
- 上杉氏